# Mörel (Holstein)
Mörel er en by og kommune i det nordlige Tyskland, beliggende i Amt Mittelholstein i den sydlige del af Kreis Rendsborg-Egernførde. Kreis Rendsborg-Egernførde ligger i den centrale del af delstaten Slesvig-Holsten.

## Geografi
Mörel er beliggende omkring 20 km vest for Neumünster og 20 km syd for Rendsborg i Naturpark Aukrug. Sydvest for Mörel krydser Bundesstraße 77 fra Rendsborg mod Itzehoe, Bundesstraße 430 fra Neumünster mod Meldorf.